# 湯崗子温泉
湯崗子温泉（とうこうしおんせん、簡体字: 汤岗子温泉; 拼音: Tānggǎngzi Wēnquán、タンガンズーウェンチュエン）は、鞍山市千山区湯崗子街道にある温泉。熊岳城温泉、五龍背温泉とともに満州三温泉地の1つに数えられた。現在は中国四大温泉治療保養地の1つである。
歴史は古く唐の時代に発見されたという。鞍山市の中心部より南方15kmの娘娘山の麓にあるラドンが含まれることで有名な温泉である。1931年11月13日、天津から奉天特務機関の工作で脱出してきた愛新覚羅溥儀が、満州国建国、執政就任までの間逗留していた場所でもある。現在、溥儀御用邸「龍宮」は湯崗子医院となっており、療養者用のホテルとして開放されている。敷地約64万平方kmの広大な敷地に温泉施設、ホテル、レストラン、大庭園などがある。

## 泉質
- 泉温72℃。ラドンをはじめ、カリウム、ナトリウム、マグネシウム、硫黄、アルミニウム、塩素等20種の成分を含む。飲用も可能。
- 鉱泥浴でも有名。花崗岩の灰に温泉を混ぜて蒸し上げたもの（約45度）を横になった人体にかける。

## 交通
- 瀋大高速道路、海城インターより20分。